# Fortifications de Dunkerque
Dunkerque, ville frontalière disputée et assiégée à plusieurs reprises, a eu plusieurs ceintures fortifiées. Les fortifications de Dunkerque, dont les plus connues sont celles édifiées par Vauban aux XVIIe et XVIIIe siècles, comportent :

## Moyen Âge
- Fortification d'agglomération (vers 960)[1]
- Fortification d'agglomération dite Enceinte bourguignonne (1405-démolition des fronts sud et est en 1683, du front ouest en 1840 et 1852)[2]

## XVIIeetXVIIIesiècles(Pays-Bas espagnols, période anglaise, royaume de France)
- Enceinte (Vauban), détruite, Notice no IA00075127, sur la plateforme ouverte du patrimoine, base Mérimée, ministère français de la Culture
- Fort Mardyck (Le fort de Petit-Sainct, 1622, détruit en 1665)[3]
- Fort de Bois à Fort-Mardyck (1622 - 1698)[4]
- Batteries dites de Zuydcoote (Ouvrage avancé dit batterie de Zuydcoote, puis batterie d'artillerie à Leffrinckoucke, 1778 - détruit en 1816, reconstruit en 1861, détruit en 1945)[5]
- Fort Vallières (1676 à Coudekerque-Village)(dit fort Saint-François, puis fort Vallières, puis fort français, puis centre de transmissions à Coudekerque)
- Teste d'est ou puis château Vert (1662 - détruit en 1714, extrémité de la jetée est du chenal d'accès au port de Dunkerque)[6]
- Teste d'ouest ou château de Bonne-Espérance (1662 - détruit en 1714, extrémité de la jetée ouest du chenal d'accès au port de Dunkerque)[6]
- Fort (Fort Maritime) dit Gros Risban, puis le Risban, puis Fort Risban (1681 - détruit en 1825, sur la côte)[7]
- Fort Léon (1644 par les Espagnols, détruit en 1658 par les Anglais)[8]
- le Château Gaillard (1689 - détruit en 1713)[9]
- Fort (Fort Maritime) dit Petit Risban, puis Batterie de Revers, puis Fort de Revers, puis Batterie de l'École de Marine (1689, détruit en 1763, reconstruit en 1815, détruit en 1832)
- Fort Blanc, puis Petit Risban, puis Fort de l'Estran (1701, détruit en 1714)[10]
- Fort Louis (dit fort Louis, puis fort libre, puis fort de la Liberté, puis fort Castelnau, puis prison et centre de transmissions à Coudekerque-Branche, 1672)[11]
- Batterie de Bourgogne (1740, détruit 1748)[8]
- Batterie d'Angoumois et de Santerre (1740)
- Citadelle, quartier de la Citadelle (1659 - détruit en 1755)[12]
- Fortification d'agglomération dite Enceinte espagnole (1644, détruit 1671)[8]

Vu sur la carte de Cassini, en bordure du canal de Furnes, invisibles de nos jours, sans d'explication :
- Fort de Leffrinckoucke (autre que Fort des Dunes)
- Fort de Zuydcoote (autre que batterie de Zuydcoote)

## XIXeetXXesiècles(de Napoléon à la Seconde Guerre mondiale)
- Bastions de Dunkerque (1818 et 1848)
- Batterie de Mardyck (1880)[14]
- Ouvrage Ouest (~1900)
- Ouvrage de Petite-Synthe (1906)[15]
- Batterie de Zuydcoote (1880, Séré de Rivières ; modernisée vers 1935, transformée en 1944 par les Allemands qui l'intègrent dans le mur de l'Atlantique)[14]
- Fort des Dunes (1874)[16]
- Bastion 32 (1874)[17]